# Saunders-Küste
Koordinaten: 78° S, 150° W
Die Saunders-Küste ist ein Küstenabschnitt im westantarktischen Marie-Byrd-Land. Sie liegt zwischen Kap Colbeck und dem Brennan Point. Sie begrenzt die Edward-VII-Halbinsel im Norden. An ihr liegen unter anderem die Sulzberger Bay und die Guest-Halbinsel.
Die Küste wurde am 5. Dezember 1929 bei der Byrd Antarctic Expedition (1928–1930) aus der Luft erkundet. Die dabei entstandenen Luftaufnahmen dienten dem US-amerikanischen Kartografen Harold Eugene Saunders (1890–1961), der auch Namensgeber der Küste ist, für eine erste Kartierung. Der United States Geological Survey komplettierte diese Kartierung anhand eigener Vermessungen und Luftaufnahmen der United States Navy zwischen 1959 und 1965.